# Дача Смирновых в Сокольниках
Дача Смирновых в Сокольниках — историческое здание в Москве в парке «Сокольники» (Большая Оленья ул., д. 15, стр. 1). Дача была построена в 1915 году для водочных магнатов Смирновых архитектором Д. С. Марковым. Здание имеет статус выявленного объекта культурного наследия.

## История

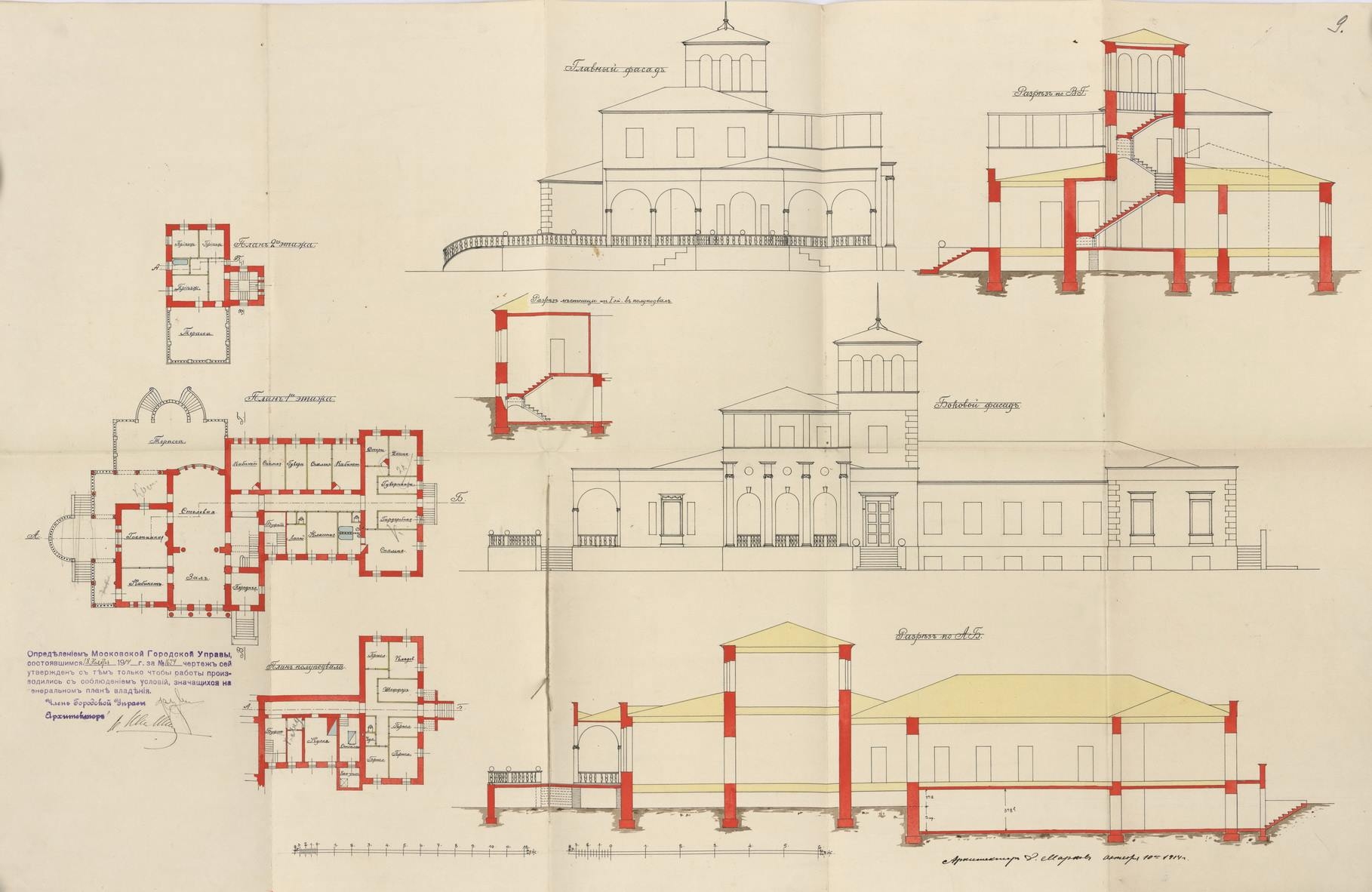
План 1914 года

В 1914—1915 годах по заказу водочных магнатов Смирновых архитектор Д. С. Марковы построил в Сокольниках дачный ансамбль в неоклассическом стиле. До наших времён лучше всего сохранился главный дом, похожий на итальянскую виллу. Он имеет башню и высокие арочные окна. Достаточно хорошо сохранились его интерьеры: обрамления дверей, колонны и пилястры коринфского ордера, кессонный потолок в бывшей столовой, литое с деревянными перилами ограждение лестниц.
Дача сначала принадлежала Владимиру Петровичу Смирнову. После Октябрьской революции он покинул страну. Бывшую дачу Смирнова с 1937 года занимал узел связи Народного комиссариата обороны СССР, а с 1939 года — узел связи Генштаба Красной армии. Сейчас в здании головной офис ОАО «Воентелеком». Здание незначительно перестраивалось, частично утрачен декор фасада, а также открытые террасы северной и восточной стороны.

## Галерея

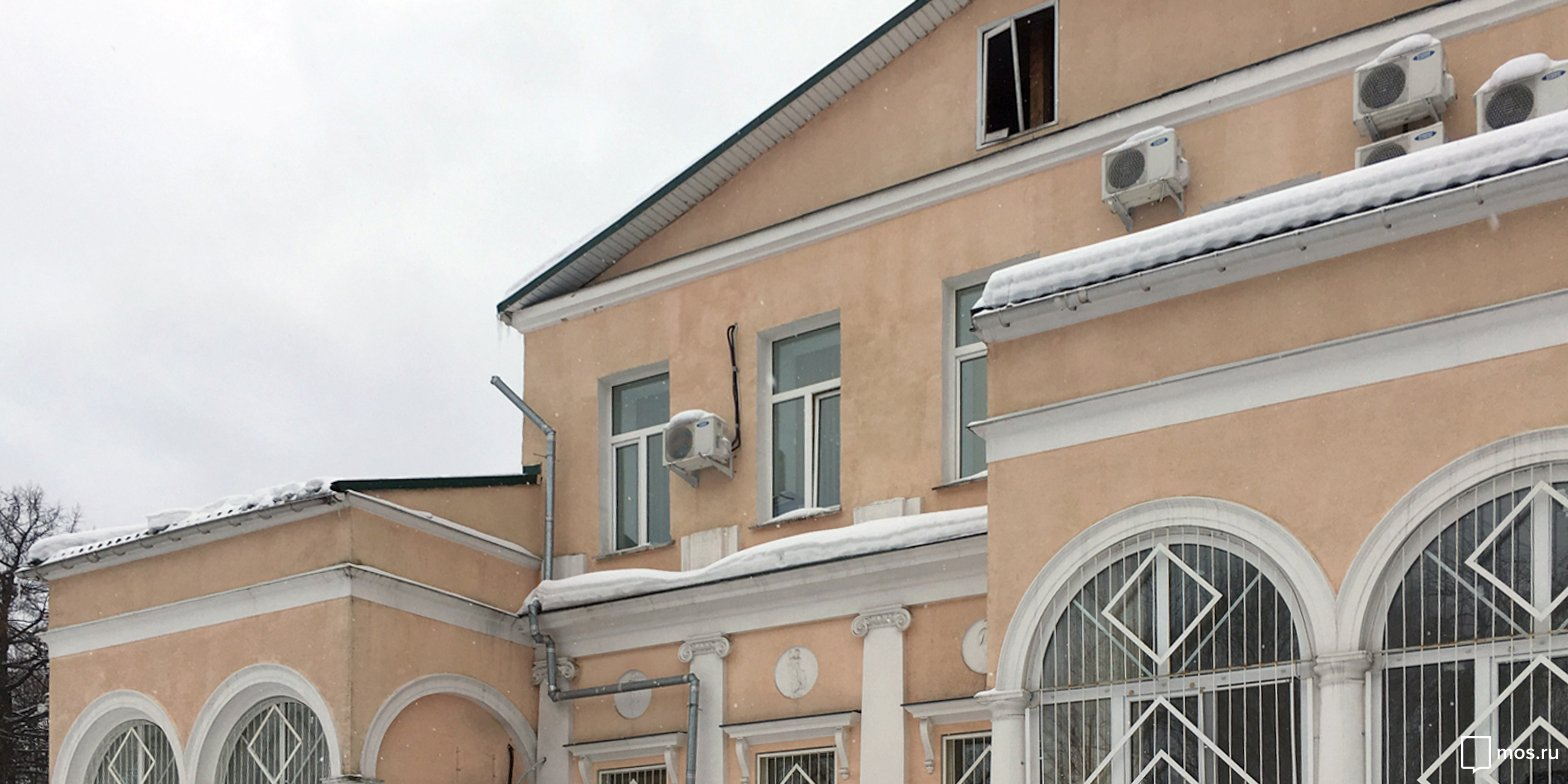
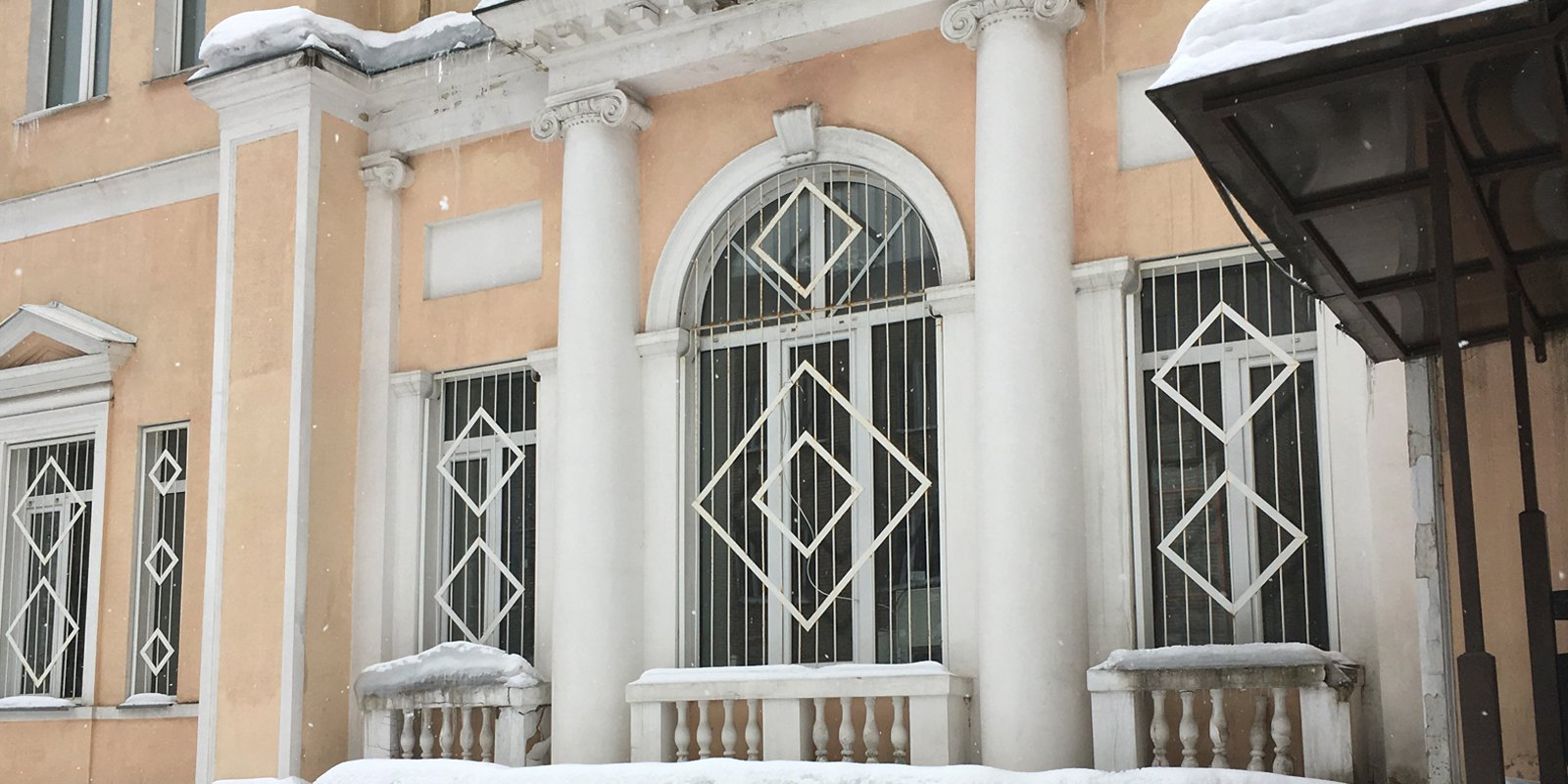
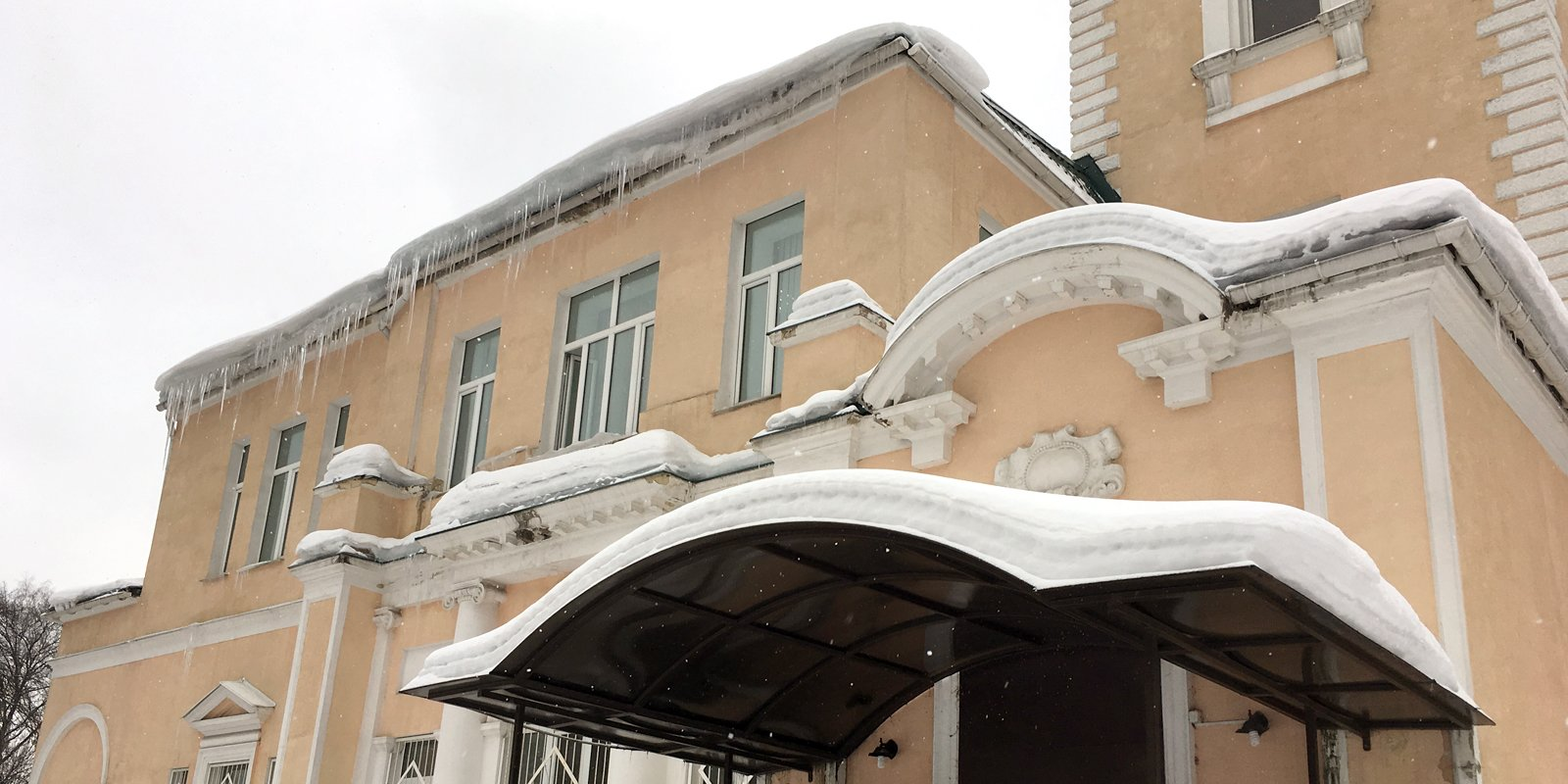
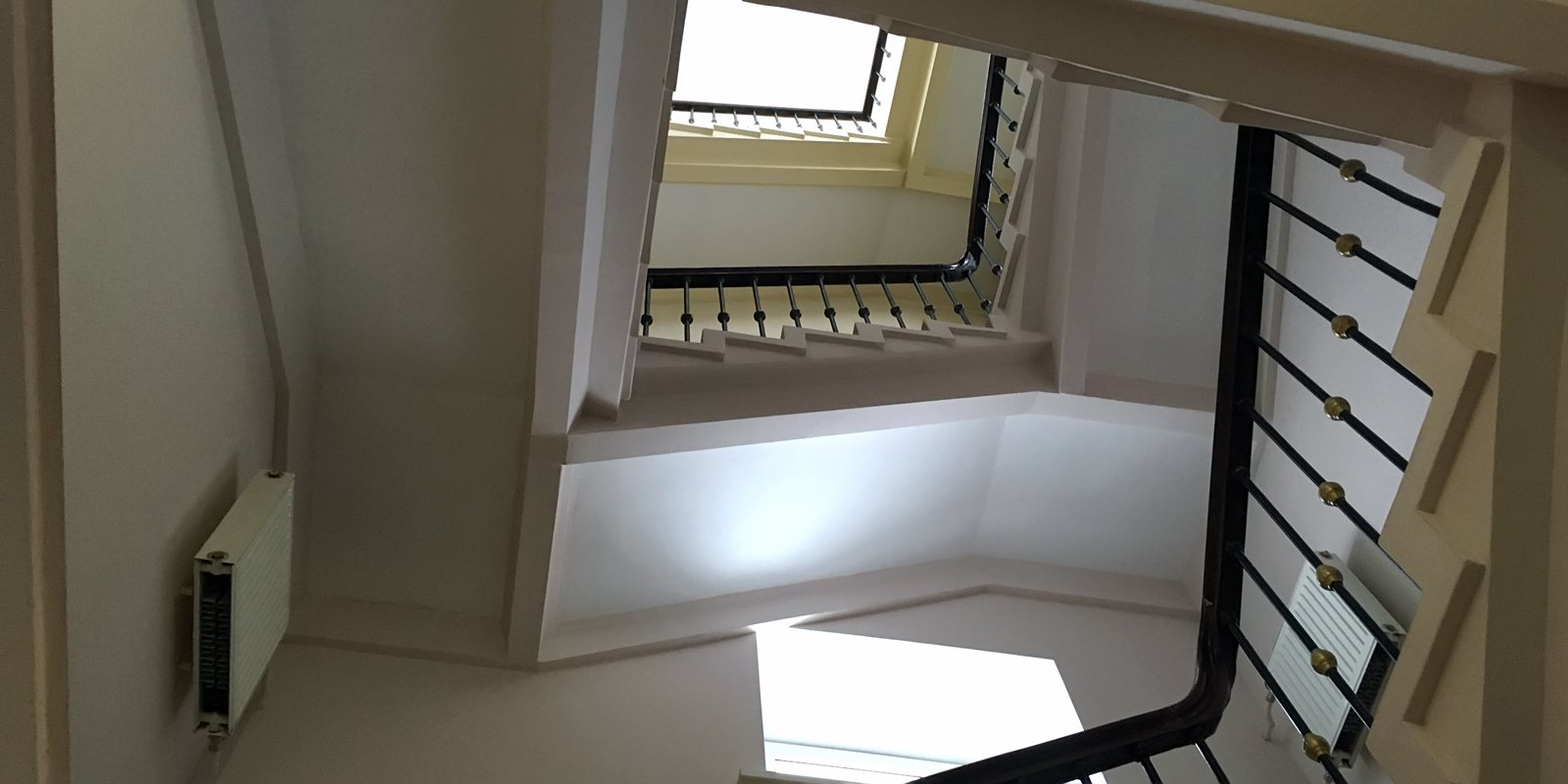